# Мартин Бродюр
Мартин Пиер Бродюр (на английски: Martin Pierre Brodeur) е канадски НХЛ хокеист. Играе на позиция вратар и е трикратен носител на Купа Стенли, както и двукратен олимпийски шампион с отбора на Канада през 2002 и 2010 г.

## Кариера
Запалва се по играта от своя баща Денис, който също е хокеен вратар участник на Олимпиадата през 1956 г., където печели бронзов медал. По-късно работи дълги години като официален фотограф в отбора на Монреал Канейдиънс и синът му Мартин е постоянно около него.
Мартин започва да играе хокей професионално през 1991 г., когато е избран от Ню Джърси Девилс в драфта. Оттогава играе в този отбор и е един от малкото професионални хокеисти, които никога не са си сменяли отбора. В кариерата си има много рекорди, последният от които поставя на 22 декември 2009 г., когато записва мач номер 104 в редовния сезон без допуснат гол, отразявайки 35 удара към вратата си при победата срещу Питсбърг Пингуинс с 4:0.
Печели четири пъти наградата за най-добър вратар в НХЛ (Везина Трофи).

## Личен живот
От 1995 г. е женен за Мелани Дюбоа, с която имат четири деца. Развеждат се през 2003 г., след като се оказва че Мартин има връзка с Женевиев, съпругата на брата на Мелани. Това се потвърждава, след като през 2008 г. Женевиев се омъжва за Мартин.
След като дълги години работи и живее в САЩ със зелена карта, през декември 2009 Мартин получава американско гражданство, запазвайки и канадското си гражданство.

## Награди
- Олимпийски шампион – 2002, 2010
- Купа Стенли – 1995, 2000, 2003
- Везина Трофи – 2003, 2004, 2007, 2008
- Участник в Мача на звездите – 1996, 1997, 1998, 1999, 2000, 2001, 2003, 2004, 2007, 2008